# ميغوغو.نت
ميغوغو.نت هو موقع ويب من نوع خدمة استضافة فيديو وقاعدة بيانات أفلام ‏ وقاعدة بيانات على النت أنشئ في 22 نوفمبر 2011، وهو متوفر باللغة الأوكرانية.

## وصلات خارجية
- الموقع الرسمي